# Stonka dziurawcowa

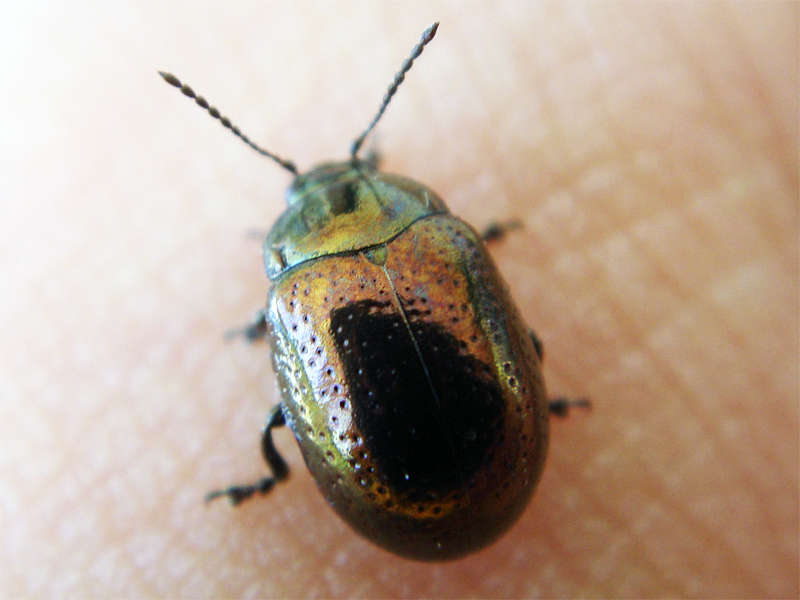
Stonka dziurawcowa

Stonka dziurawcowa (Chrysomela hyperici Forst.) – chrząszcz o długości 5-7 mm. Spód ciała ma granatowy lub metalicznie ciemnozielony, wierzch ciemnomiedziasty, a u odmian barwnych granatowy lub czarny bez metalicznego połysku. Jest to szkodnik żerujący na dziurawcu zwyczajnym. Pojawia się w pełni lata od czerwca do sierpnia.